# قاسم بن هاشم بن فليتة الحسني العلوي
قاسم بن هاشم بن فليطة الحسني العلوي (ت. 1162 م) كان شريف وأمير مكة من 1155 إلى 1161، ولفترة وجيزة في 1162. كان ينتمي إلى السلالة الشريفة المعروفة بالهواشم. سبقه أبوه هاشم، وخلفه عمه عيسى بن فليتة.